# Arne Larzon
Arne Alvar Malte Larzon, född 25 mars 1914 i Göteborg, död 17 augusti 2000 i Partille, var en svensk målare, gift med konstnären Ann-Christin Larzon.
Arne Larzon utbildade sig 1931–1933 vid National Academy of Art i New York, 1933–1937 vid Valands konstskola för Sigfrid Ullman och gjorde sen studieresor till USA, Afrika, Spanien, Grekland, Portugal och de nordiska länderna. Hans konstverk omfattar landskapsskildringar från Bohuslän och Gotland. 
Han är representerad på  Moderna museet  och Göteborgs Konstmuseum. Larzon är begravd på Kvibergs kyrkogård i Göteborg.

### Fotnoter
1. ↑  Arne Larzon, Lexikonett Amanda, Kultur1, läs online.[källa från Wikidata]
2. ↑  Moderna museet